# 建武以来追加
建武以来追加（けんむいらいついか）とは、室町幕府が制定した追加法の法令集。

## 概要
その名称から室町幕府の基本法とされる建武式目（建武3年（1336年）制定）の追加と考えられがちであるが、室町幕府は建武式目も鎌倉幕府の基本法であった御成敗式目の追加法であるという立場を取っており、建武以来追加も建武式目以後に追加された御成敗式目の追加法という立場に立ったものである。
数回にわたって編纂され、諸本が多く存在するが、現存する諸本より、文明・永正・大永期に増補編纂が行われたことが確認できる。
また、応永・文安・長禄年間にも編纂が行われたと推定されている。最終版とされる大永版には建武5年（1338年）より永正17年（1520年）までの法令が年代順に採録されている。
初期のものには寺社・本所関係、守護・地頭関係など全国的な広がりを持つ法令が多いが、守護領国制の展開と政治・財政基盤の京都及びその周辺への依存が高まるにつれて徳政令などの経済法が増加し、仮名交じり文の法令が増加するようになる。